# Гонка Формулы-E в Диръие
Гонка Формулы-Е в Диръие — это один из этапов соревнований среди одноместных электрических болидов чемпионата Формулы-E, который проводится в городе Эд-Диръия, Саудовская Аравия. Впервые этап был проведён в сезоне 2018—19, это была первая гонка этого чемпионата, проведённая на Ближнем Востоке .

## История
Проведение этой гонки является частью долгоиграющего плана Саудовской Аравии о проведении спортивных мероприятий. Главное Спортивное Управление страны совместно с Автомобильной Федерацией Саудовской Аравии заключили соглашение с руководством Формулы-E на проведение этапа, которое рассчитано на десять лет.

## Трасса
Соревнование проводится на Городской трассе Рияда, которая расположена в городке Эд-Диръия, что находится на северо-западной окраине Эр-Рияда, столицы Саудовской Аравии. Трасса имеет длину в 2,495 метра, а также насчитывает 21 поворот. С 2021 года гонки проходят в темное время суток при искусственном освещении.

## Победители гонки Формулы-Е в Диръие
| Сезон   | Сезон   | Дата проведения | №  | Пилот                   | Команда             | Трасса                 | Отчёт |
| ------- | ------- | --------------- | -- | ----------------------- | ------------------- | ---------------------- | ----- |
| 2023—24 | Гонка 2 | 27 января 2024  | 11 | Ник Кэссиди             | Jaguar              | Городская трасса Рияда | Отчёт |
| 2023—24 | Гонка 1 | 26 января 2024  | 10 | Джейк Деннис            | Andretti Autorsport | Городская трасса Рияда | Отчёт |
| 2022—23 | Гонка 2 | 28 января 2023  | 9  | Паскаль Верляйн         | Porsche             | Городская трасса Рияда | Отчёт |
| 2022—23 | Гонка 1 | 27 января 2023  | 8  | Паскаль Верляйн         | Porsche             | Городская трасса Рияда | Отчёт |
| 2021—22 | Гонка 2 | 29 января 2022  | 7  | Эдоардо Мортара         | Venturi             | Городская трасса Рияда | Отчёт |
| 2021—22 | Гонка 1 | 28 января 2022  | 6  | Ник Де Врис             | Mercedes-EQ         | Городская трасса Рияда | Отчёт |
| 2020—21 | Гонка 2 | 27 февраля 2021 | 5  | Сэм Бёрд                | Jaguar              | Городская трасса Рияда | Отчёт |
| 2020—21 | Гонка 1 | 26 февраля 2021 | 4  | Ник Де Врис             | Mercedes-EQ         | Городская трасса Рияда | Отчёт |
| 2019—20 | Гонка 2 | 23 ноября 2019  | 3  | Александр Симс          | Andretti Autorsport | Городская трасса Рияда | Отчёт |
| 2019—20 | Гонка 1 | 22 ноября 2019  | 2  | Сэм Бёрд                | Envision            | Городская трасса Рияда | Отчёт |
| 2018—19 | 2018—19 | 15 декабря 2018 | 1  | Антониу Феликс да Кошта | Andretti Atorsport  | Городская трасса Рияда | Отчёт |